# 이시우 (1948년)
이시우(李時雨, 1948년 7월 11일 ~ )는 대한민국의 정치인이다. 제4·6대 보령시장을 역임했다.

## 학력
- 대천초등학교 졸업(1961년)
- 대천중학교 졸업(1964년)
- 대천실업고등학교 졸업(1967년)

## 경력
- 1978 ~ 1979 신민당 충남 제5지구당 부위원장
- 1981 ~ 1998 평화통일정책자문회의 자문위원
- 1984 ~ 1985 한국청년회의소 중앙위원
- 1991 ~ 1997 민주당 중앙상무위원
- 1991.7 ~ 1995.7 제4대 충청남도의회 의원
- 1995.7 ~ 1998.6 제5대 충청남도의회 의원
- 2002 ~ 2006 만세보령장학회 이사장
- 2002 ~ 2006 보령시체육회 회장
- 2002.7 ~ 2006.6 제4대 민선 3기 충청남도 보령시장
- 2010.7 ~ 2014.6 제6대 민선 5기 충청남도 보령시장
- 2013.12 제3함대사령부 대천함 명예함장

## 전과
- 업무상과실치사: 금고 1년 6월, 집행유예 2년 - 1976년 6월 3일 선고[1]

## 역대 선거 결과
|  | 61.6% |

|  | 6.59% |

|  | 0% |

|  | 46.02% |

|  | 34.41% |

|  | 33.55% |